# 财神阁
财神阁，位于中国甘肃省古浪县，为一个省级文物保护单位，类型为古建筑。
财神阁的历史年代为清代。